# Дон (притока Узу)
Дон (англ. Don) — річка у Англії, річище проходить переважно по графству Південний Йоркшир. Довжина 110 км. Бере початок на  Пеннінських горах, впадає у річку Уз поряд з впадінням в Уз річки Трент. На річці стоять міста Шеффілд та Донкастер. Назва річки походить від імені кельтської богині  Дану. На річці побудовано багато гребель.